# The Haunting (película de 1963)
The Haunting (La casa encantada en España, La mansión de los espectros en México y La casa embrujada en el resto de Hispanoamérica) es una película británica de terror psicológico, producida y dirigida por Robert Wise. El guion, escrito por Nelson Gidding, se basó en la novela The Haunting of Hill House de Shirley Jackson. Sus papeles principales los interpretan Julie Harris, Claire Bloom, Richard Johnson y Russ Tamblyn.

## Argumento

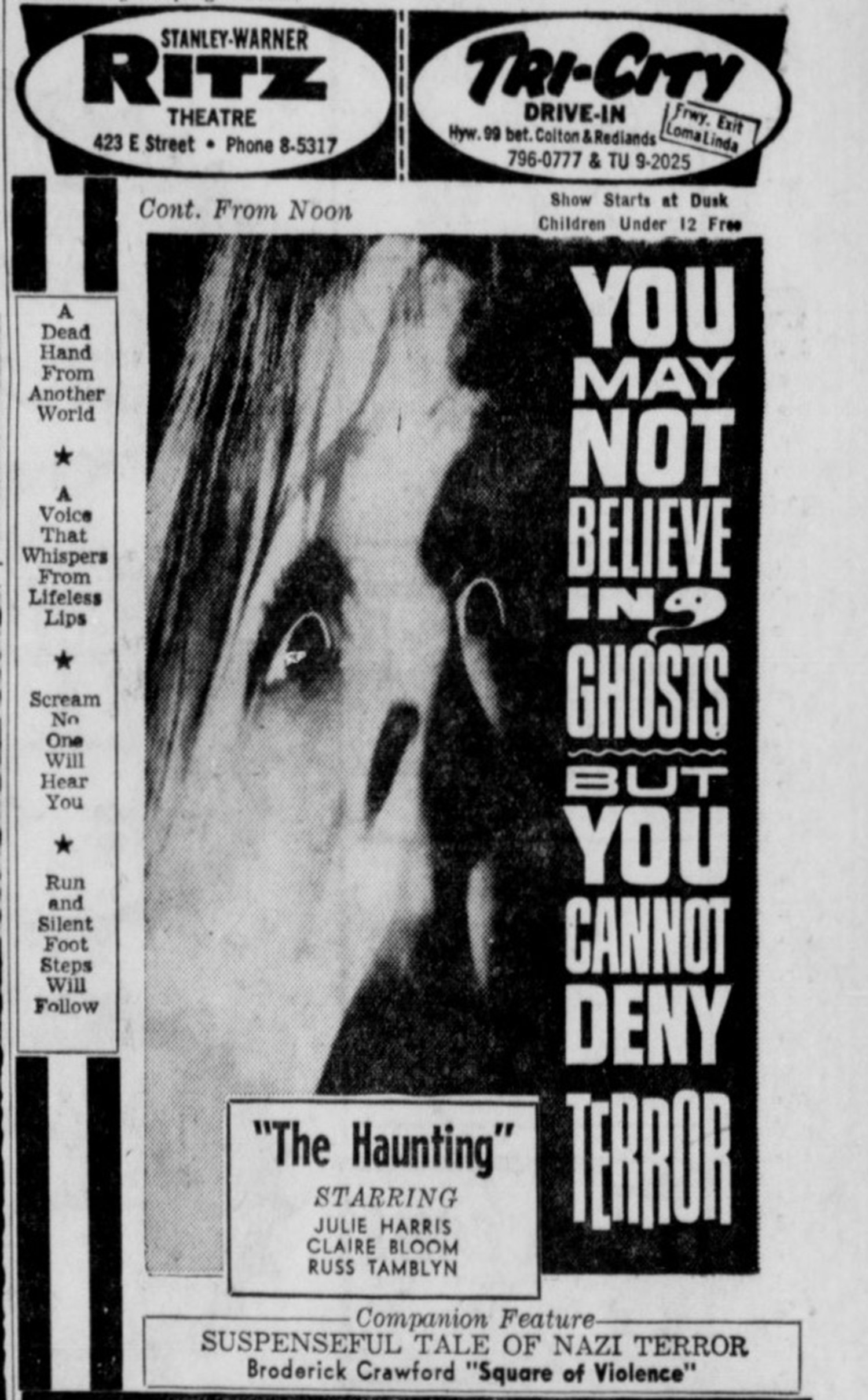
Anuncio en el Teatro Ritz y el autocine Tri-City para la película de terror The Haunting. 18 de septiembre de 1963.

Trata de un pequeño grupo de personas que son invitados por un investigador paranormal a permanecer en una casa embrujada que toma vida. En el grupo se encuentra Eleanor, una joven insegura, cuyas habilidades psíquicas le hacen sospechar que de algún modo está conectada con los espíritus que todavía habitan la vieja mansión. 
La película es referenciada como una de los más aterradoras que jamás se hayan realizado, a pesar de la falta de escenas de violencia. El tema del que trata la película es el de la locura.

## Reparto
- Julie Harris es Eleanor "Nell" Lance.
- Claire Bloom es Theodora "Theo".
- Richard Johnson es Dr. John Markway
- Russ Tamblyn es Luke Sanderson.
- Fay Compton es Mrs. Sanderson.
- Rosalie Crutchley es Mrs. Dudley
- Lois Maxwell es Grace Markway.
- Valentine Dyall es Mr. Dudley
- Diane Clare es Carrie Fredericks.
- Ronald Adam es Eldridge Harper.

## Producción
Robert Wise estaba casi finalizando West Side Story cuando leyó un reportaje sobre la novela The Haunting of Hill House. Wise decidió leer el libro, que le encantó y le encargó el guion a Nelson Gidding: después ambos fueron a Bennington, Vermont, para entrevistarse con la autora Shirley Jackson, quien les sugirió que la película se titulase The Haunting.

### Guion
El número de personajes de la novela se redujo, así como la historia, que paso a situarse casi exclusivamente dentro de la mansión, para dar al film un ambiente claustrofóbico. El guion se terminó justo después de que Wise completase West Side Story.
Wise tentó a United Artists con el proyecto, pero lo rechazaron y su agente le sugirió que lo llevase a la Metro-Goldwyn-Mayer (MGM), que aceptó el guion pero a condición de que el presupuesto no superase $1 millón. Wise se fue a Inglaterra para aprovechar el Eady Levy que promovía la industria del cine y los rodajes en ese país.

### Casting
Susan Hayward fue barajada para el papel de Eleanor, pero Wise prefirió a Julie Harris porque daba una mayor sensación de fragilidad e inocencia. Harris aceptó el papel encantada, ya que era muy aficionada a la parapsicología. La británica Claire Bloom fue elegida como Theo y para dar a su personaje un aspecto beatnik se contrató a la diseñadora Mary Quant para hacer su vestuario.
Wise contrató a Richard Johnson tras verlo actuar en la Royal Shakespeare Company. Russ Tamblyn no quería interpretar a Luke porque le parecía "un cretino", pero el estudio le obligó a hacerlo. Luego Russ admitiría que irónicamente se convirtió en uno de sus films favoritos.
La especialista Connie Tilton hizo las escenas peligrosas, como la caída por la escalera.

### Rodaje

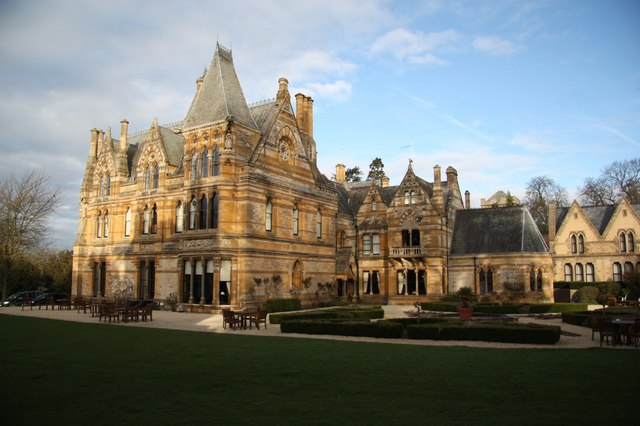
Ettington Park hizo de exterior de Hill House.

Wise disfrutó durante el rodaje en Ettington Park, en el condado de Warwickshire que además tenía fama de estar encantado. Los interiores se construyeron en los estudios de la MGM en Hertfordshire.

## Recepción
The Haunting fue estrenada el 18 de septiembre de 1963. La crítica de cine Dora Jane Hamblin cuenta que los espectadores de la época la encontraron terrorífica.
The Haunting recibió críticas mixtas, en las que se destacaba el estilo visual de la película pero también se criticaban algunos aspectos del guion, como la motivación de los personajes.
La consideración del film ha crecido con el tiempo y ahora se lo considera una obra de culto. El director Martin Scorsese la coloca primera en su lista de las mejores películas de terror. El director Robert Wise cuenta que Spielberg la considera una gran influencia y el periódico The Guardian la sitúa entre los mejores films de terror de la historia. Rotten Tomatoes la da un 86%.

## Remake
The Haunting tuvo un remake dirigido por Jan de Bont en 1999 y protagonizado por Liam Neeson, Catherine Zeta-Jones, Owen Wilson y Lili Taylor, que fue duramente criticado en comparación con el original.